# Bristol Pullman
Bristol Pullman – brytyjski samolot pasażerski z okresu międzywojennego.

## Historia
W związku z zakończeniem I wojny światowej i rezygnacji brytyjskiego lotnictwa wojskowego z ciężkich samolotów bombowych Bristol Braemar, trzeci z prototypów tego samolotu przekonstruowano na samolot pasażerski. 
Samolot już w wersji pasażerskiej otrzymał oznaczenie Bristol Pullman (oznaczenie fabryczne – Typ 26) został oblatany w maju 1920 roku. Następnie został poddany badaniom. Samolot ten w zakrytej kabinie pasażerskiej wyposażonej w fotele z wagonów kolejowych i przystosowany do przewozu 14 pasażerów. 
Opracowano również projekt tego samolotu w wersji przystosowanej do przewozu 40 pasażerów a mająca być wyposażoną w silniki o mocy 500 KM. Projekt ten jednak nie został zrealizowany, natomiast na jego podstawie zbudowano kolejny samolot oznaczony jako Bristol Tramp. 

## Użycie bojowe samolotu
Samolot Bristol Pullman był wykorzystywany przez RAF jako samolot transportowy i pasażerski.

## Opis techniczny
Samolot Bristol Pullman był trójpłatowcem o konstrukcji drewnianej, kryty płótnem. Kabina załogi i pasażerska zakryta. Kabina pasażerska wyposażona w fotele pochodzące z wagonów produkowanych przez Pullman Company. Podwozie klasyczne – stałe. Napęd stanowił 4 silniki rzędowe ustawione w tandemie po dwa i zamontowane na środkowym płacie. W tandemie jeden silnik napędzał śmigło ciągnące, a drugi śmigło pchające.